# Huot Automatic Rifle
L'Huot Automatic Rifle fu un progetto per una mitragliatrice leggera canadese della prima guerra mondiale.

## Progettazione e sviluppo

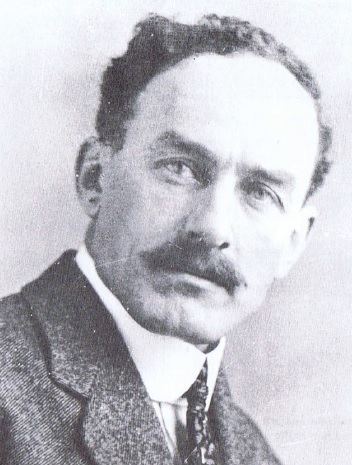
Joseph Alphonse Huot (1918)

Nel 1916 il Corpo di Spedizione Canadese in Europa era alla disperata ricerca di mitragliatrici leggere. Dato che il fucile Ross era stato ritirato dal servizio a seguito dei numerosi reclami delle truppe, l'esercito canadese si trovava con migliaia di queste armi in magazzino.
Nello stesso anno, Joseph Alphonse Huot, un ingegnere di Richmond (Quebec) tentò un adattamento della meccanica del fucile Ross (un fucile a otturatore scorrevole non girevole). Questa modifica, che condivideva ben 33 parti con il Ross Mk. III, prevedeva un pistone parallelo alla canna e collegato all'otturatore del fucile che veniva quindi azionato dai gas di sparo. Per assorbire l'energia in eccesso, Huot dovette inserire un tampone in gomma che frenasse l'otturatore. L'intero meccanismo fu coperto da una lamina metallica così da non essere pericoloso per l'operatore. Il sistema di raffreddamento (necessario per via dell'elevata potenza del proiettile) era copiato direttamente dalla mitragliatrice Lewis ancora in servizio nell'esercito britannico. L'arma era alimentata tramite un caricatore a tamburo da 25 colpi.
L'arma fu coperta da due brevetti: numero 193724 (8 marzo 1917) e numero 193725 (13 novembre 1917).
Nel settembre 1916, Huot contattò il governo per concedere la licenza di produzione dell'arma, incontrandosi con il colonnello Matyche l'8 dello stesso mese. Ottenne l'assunzione presso il Government Small Arms Experimental Department.
La Dominion Rifle Factory (già produttrice dei fucili Ross) assemblò la versione definitiva del progetto sotto la supervisione dell'assistente ispettore Robert Mills. L'arma fu testata a Quebec City il 12 novembre 1916, prova a cui seguì un secondo test da 650 colpi il 15 febbraio 1917 su una versione aggiornata. Venne richiesto un terzo test da 11.000 colpi che si tenne il 5-6 marzo 1917. L'ultimo test fu quello al Rockcliffe Rifle Range il 22 ottobre 1917, che spinse il colonnello Meuburn a raccomandare l'adozione dell'arma all'Esercito inglese.
Per coronare i suoi sforzi, Huot decise di portare l'arma in Gran Bretagna, dove arrivò il 10 gennaio 1918, per farla testare alla RSAF di Enfield. I test ebbero luogo tra il 19 e il 21 marzo 1918 in competizione con la mitragliatrice Lewis, la Hotchkiss e il fucile semiautomatico Farquhar-Hill. Il risultato stando ai rapporti fu incoraggiante: "[...] lo Huot si è comportato meglio della Lewis in alcuni test. Si è rivelato più maneggevole per l'uso in trincea e più comodo da carreggiare [...]". Addirittura coperta di fango, l'arma avrebbe ripreso a funzionare senza dover essere smontata dopo aver sparato 4/5 colpi di pulizia, risultato che come si notò fu raggiunto solo dallo Huot.
Il test prevedeva 10.000 colpi. La Enfield rilevò ostruzioni del cilindro dopo 4.000 e consunzione della canna dopo 10.000, ma dato che l'arma aveva già sparato 10.000 colpi prima di arrivare nelle mani della Enfield il rapporto non deve sorprendere più di tanto. Si usarono tutti i tipi possibili di munizioni .303 British Mk. VIII e lo Huot non mostrò particolari problemi, se non qualche inceppamento inspiegabile, soprattutto considerando che l'arma non necessitava di munizioni specifiche come la Lewis. Inoltre, lo Huot fu in grado di sparare 4.000 colpi senza richiedere ingrassaggio o pulizia, risultato che la Lewis non avrebbe mai potuto raggiungere in condizioni normali.
In una lettera datata 22 ottobre 1917, il maggiore Robert Blair confermò che i macchinari per la produzione degli Huot erano pronti in Canada e che si sarebbero usati come base i Ross pronti alla distruzione. Dopo averne ricevuti alcuni esemplari in Francia, il generale Arthur Currie dichiarò che i soldati a cui era stata fornita l'arma l'avevano trovata molto soddisfacente e richiese la produzione di 5.000 mitragliatrici, affermando che le numerose perdite subite richiedevano una maggiore potenza di fuoco per ogni singolo uomo rimasto, senza contare il fatto che i tedeschi stavano già schierando sul campo il nuovo MP 18. In fin dei conti, l'arma era esteticamente orribile, ma con un costo di 50 dollari canadesi era sicuramente più conveniente di una Lewis che costava invece la bellezza di 1.000 C$.
Uno degli svantaggi dello Huot era la sola modalità di fuoco automatica. Il caricatore (poco capiente come quello del B.A.R. americano) veniva svuotato in solo 3,2 secondi nonostante una cadenza di tiro piuttosto bassa per la categoria di armi. Un caricatore poteva essere sostituito in 4 secondi e riempito in 30 se necessario usando delle stripper clip proprietarie da 25 colpi ciascuna. Altro vantaggio era la capacità dell'arma di funzionare anche completamente capovolta.
La Enfield rilevò 13 difetti, tutti facilmente rimediabili, e sottolineò nuovamente come "la conversione dei Ross non fosse un procedimento complesso". Le prove sul campo in Francia parlano di pochissimi inceppamenti e/o rotture.

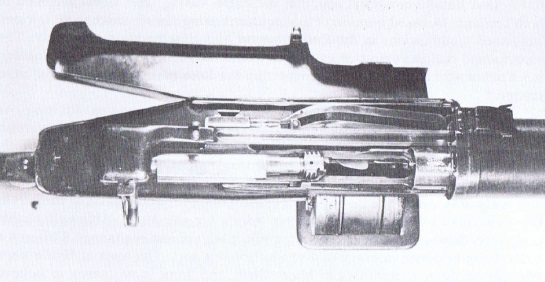
Vista dall'alto dell'interno della culatta dell'Huot

Tuttavia, alcuni cambiamenti furono giudicati necessari: ricoprire la canna con una lamina metallica (posta sopra alle lamine di raffreddamento copiate dalla Lewis) e supportare il tutto con una calciatura in legno aggiuntiva; nascondere la meccanica sotto una copertura (che avrebbe tenuto anche fuori la polvere) per evitare ferimenti dell'operatore; assottigliare le pareti del caricatore per ridurne il peso; limare il pozzo di alimentazione per rendere meno problematica l'estrazione di colpi dal caricatore; rafforzare l'estrattore per renderlo ancora più adatto alla munizione flangiata. 303; la rimozione della leva di armamento (richiesta incomprensibile data la necessità di armare il fucile in qualche modo).
La guerra finì prima che l'arma potesse entrare in servizio, e il progetto fu messo da parte in quanto non più conveniente. Alla fine della vicenda, Huot aveva perso un totale di circa 30.000 C$.

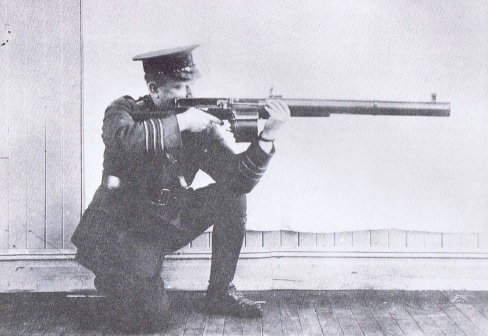
Il maggiore Robert Blair con un fucile automatico Huot

Ad oggi se ne conoscono 4 esemplari (5 se consideriamo il N°3 che non è stato ancora localizzato):
- Seriale # 1 - Conservato all'Army Museum alla Halifax Citadel in Nuova Scozia;
- Seriale # 2 - Conservato al Seaforth Highlanders of Canada Museum and Archives di Vancouver nella Columbia Britannica. Si tratta dell'arma personale di Huot ed è ancora dotata di stripper clip e custodia in pelle rigida per il trasporto. Le marcature sulla custodia indicano che l'arma è proprio l'esemplare che Huot portò con sé oltreoceano per le prove in Gran Bretagna;
- Seriale # 3 - Esemplare non ancora localizzato, la cui esistenza è presunta vista la presenza di due armi con numeri seriali 4 e 5;
- Seriale # 4 - Conservato al Canadian War Museum di Ottawa in Ontario;
- Seriale # 5 - Conservato al Canadian War Museum di Ottawa in Ontario.